# Thabo Beeler
Thabo Beeler (* 2. November 1978 in Flums-Kleinberg) ist ein schweizerischer Informatiker und Visual-Effects-Künstler, der 2019 mit einem Oscar für technische Verdienste ausgezeichnet wurde.

## Leben und Karriere
Nachdem Thabo Beeler 1998 seinen Besuch des Gymnasiums der Klosterschule Disentis mit dem Erhalt des Maturitätszeugnisses beenden konnte, studierte er ein Semester Informatik an der ETH Zürich. Von 1999 bis 2000 belegte er am SAE College in Zürich den Studiengang zum Multimedia Producer und schloss diesen mit Diplom ab. Nach einem knapp einjährigen Informatikpraktikum studierte er an der Hochschule für Technik Rapperswil Informatik mit Abschluss 2005 als «Diplomierter Ingenieur FH in Informatik».
Seit 2009 arbeitet er bei Disney Research in Zürich in der Forschung und Entwicklung.

## Auszeichnungen
2018 wurde Thabo Beeler mit dem Young Researcher Award der European Association for Computer Graphics ausgezeichnet. Im Jahr darauf gewann er zusammen mit dem Kanadier Derek Bradley, dem Österreicher Bernd Bickel und dem Deutschen Markus Gross bei der Oscarverleihung 2019 einem Technical Achievement Award für Konzeption, Design und Engineering des Medusa Performance Capture Systems („for the conception, design and engineering of the Medusa Performance Capture System“).

## Filmografie
- 2014: Teenage Mutant Ninja Turtles
- 2014: Maleficent – Die dunkle Fee (Maleficent)
- 2014: Lucid Dreams of Gabriel (Kurzfilm)
- 2015: Star Wars: Das Erwachen der Macht (Star Wars: The Force Awakens)
- 2016: The Jungle Book
- 2016: Doctor Strange
- 2016: Rogue One: A Star Wars Story (Rogue One)
- 2019: Avengers: Endgame
- 2019: Aladdin
- 2019: Terminator: Dark Fate

## Publikationen
- Publikationen von Thabo Beeler bei Google Scholar
- Publikationen von Thabo Beeler bei ACM DL. In: dl.acm.org. ACM Digital Library (englisch).